# 自動抄錶
自动抄表是一种从水表、燃气表、電度錶自动收集消费等其他数据，并将这些数据传输到中央数据库，用于计费、故障排除和分析的技术。这项技术可以为水電煤公司节省了定期前往每家每戶和公司抄表的费用。

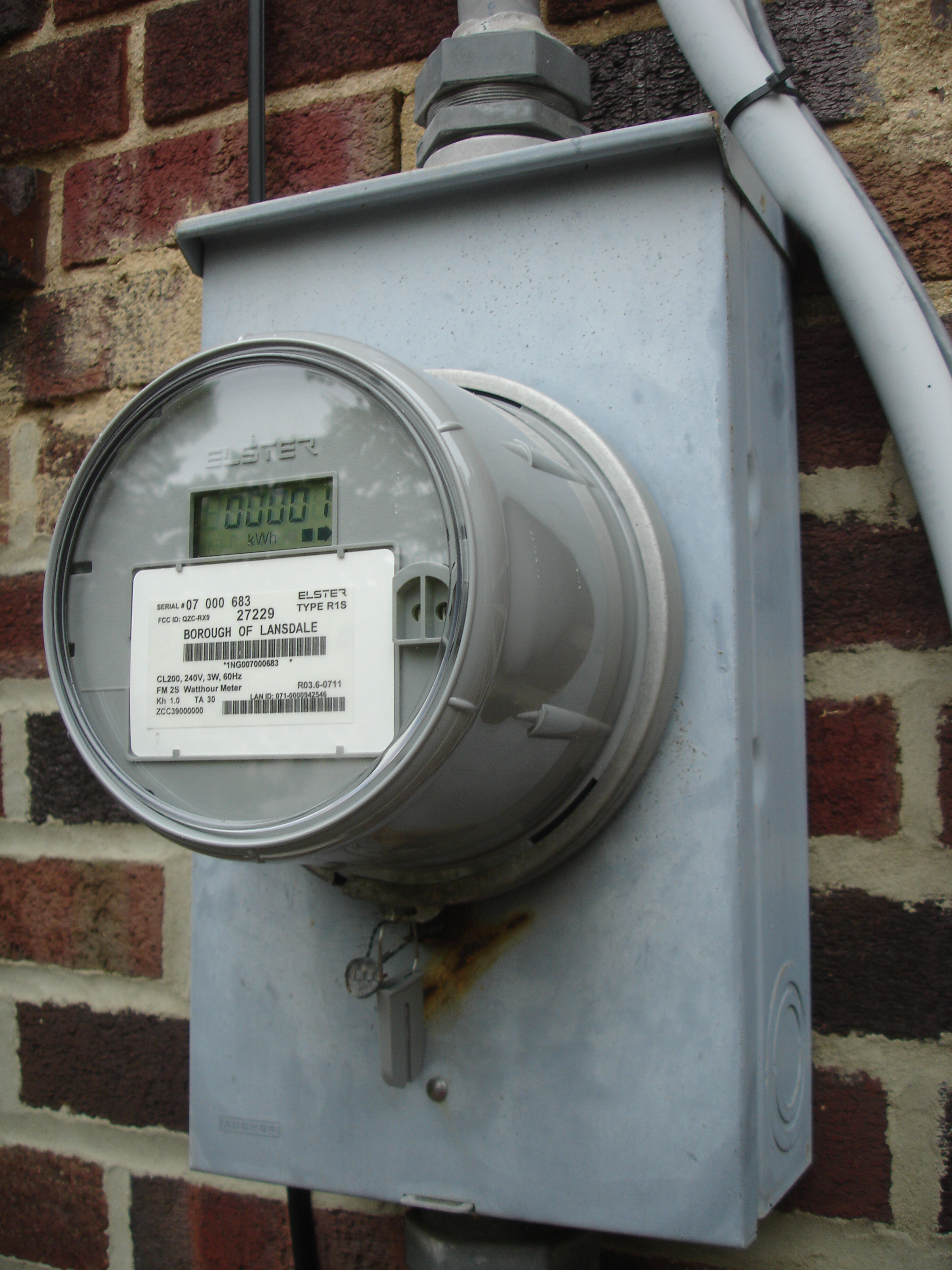
配備了舊式電錶底座但被改裝成單相數字化智能電錶的美國住宅。 新裝上的數字化智能電錶透過運用900 MHz 拓撲 網狀網絡與其信息採集點通信。